# Năsal
Năsal – wieś w Rumunii, w okręgu Kluż, w gminie Țaga. W 2011 roku liczyła 356 mieszkańców.